# 1494
Portal Geschichte | Portal Biografien | Aktuelle Ereignisse | Jahreskalender | Tagesartikel

◄ |
14. Jahrhundert |
15. Jahrhundert
| 16. Jahrhundert | ►

◄ |
1460er |
1470er |
1480er |
1490er
| 1500er | 1510er | 1520er | ►

◄◄ |
◄ |
1490 |
1491 |
1492 |
1493 |
1494
| 1495 | 1496 | 1497 | 1498 | ► | ►►
Staatsoberhäupter  · Nekrolog  · Literaturjahr
| Januar | Januar | Januar | Januar | Januar | Januar | Januar | Januar |
| Kw     | Mo     | Di     | Mi     | Do     | Fr     | Sa     | So     |
| 1      |        |        | 1      | 2      | 3      | 4      | 5      |
| 2      | 6      | 7      | 8      | 9      | 10     | 11     | 12     |
| 3      | 13     | 14     | 15     | 16     | 17     | 18     | 19     |
| 4      | 20     | 21     | 22     | 23     | 24     | 25     | 26     |
| 5      | 27     | 28     | 29     | 30     | 31     |        |        |
| ------ | ------ | ------ | ------ | ------ | ------ | ------ | ------ |

| Februar | Februar | Februar | Februar | Februar | Februar | Februar | Februar |
| Kw      | Mo      | Di      | Mi      | Do      | Fr      | Sa      | So      |
| 5       |         |         |         |         |         | 1       | 2       |
| 6       | 3       | 4       | 5       | 6       | 7       | 8       | 9       |
| 7       | 10      | 11      | 12      | 13      | 14      | 15      | 16      |
| 8       | 17      | 18      | 19      | 20      | 21      | 22      | 23      |
| 9       | 24      | 25      | 26      | 27      | 28      |         |         |
| ------- | ------- | ------- | ------- | ------- | ------- | ------- | ------- |

| März | März | März | März | März | März | März | März |
| Kw   | Mo   | Di   | Mi   | Do   | Fr   | Sa   | So   |
| 9    |      |      |      |      |      | 1    | 2    |
| 10   | 3    | 4    | 5    | 6    | 7    | 8    | 9    |
| 11   | 10   | 11   | 12   | 13   | 14   | 15   | 16   |
| 12   | 17   | 18   | 19   | 20   | 21   | 22   | 23   |
| 13   | 24   | 25   | 26   | 27   | 28   | 29   | 30   |
| 14   | 31   |      |      |      |      |      |      |
| ---- | ---- | ---- | ---- | ---- | ---- | ---- | ---- |

| April | April | April | April | April | April | April | April |
| Kw    | Mo    | Di    | Mi    | Do    | Fr    | Sa    | So    |
| 14    |       | 1     | 2     | 3     | 4     | 5     | 6     |
| 15    | 7     | 8     | 9     | 10    | 11    | 12    | 13    |
| 16    | 14    | 15    | 16    | 17    | 18    | 19    | 20    |
| 17    | 21    | 22    | 23    | 24    | 25    | 26    | 27    |
| 18    | 28    | 29    | 30    |       |       |       |       |
| ----- | ----- | ----- | ----- | ----- | ----- | ----- | ----- |

| Mai | Mai | Mai | Mai | Mai | Mai | Mai | Mai |
| Kw  | Mo  | Di  | Mi  | Do  | Fr  | Sa  | So  |
| 18  |     |     |     | 1   | 2   | 3   | 4   |
| 19  | 5   | 6   | 7   | 8   | 9   | 10  | 11  |
| 20  | 12  | 13  | 14  | 15  | 16  | 17  | 18  |
| 21  | 19  | 20  | 21  | 22  | 23  | 24  | 25  |
| 22  | 26  | 27  | 28  | 29  | 30  | 31  |     |
| --- | --- | --- | --- | --- | --- | --- | --- |

| Juni | Juni | Juni | Juni | Juni | Juni | Juni | Juni |
| Kw   | Mo   | Di   | Mi   | Do   | Fr   | Sa   | So   |
| 22   |      |      |      |      |      |      | 1    |
| 23   | 2    | 3    | 4    | 5    | 6    | 7    | 8    |
| 24   | 9    | 10   | 11   | 12   | 13   | 14   | 15   |
| 25   | 16   | 17   | 18   | 19   | 20   | 21   | 22   |
| 26   | 23   | 24   | 25   | 26   | 27   | 28   | 29   |
| 27   | 30   |      |      |      |      |      |      |
| ---- | ---- | ---- | ---- | ---- | ---- | ---- | ---- |

| Juli | Juli | Juli | Juli | Juli | Juli | Juli | Juli |
| Kw   | Mo   | Di   | Mi   | Do   | Fr   | Sa   | So   |
| 27   |      | 1    | 2    | 3    | 4    | 5    | 6    |
| 28   | 7    | 8    | 9    | 10   | 11   | 12   | 13   |
| 29   | 14   | 15   | 16   | 17   | 18   | 19   | 20   |
| 30   | 21   | 22   | 23   | 24   | 25   | 26   | 27   |
| 31   | 28   | 29   | 30   | 31   |      |      |      |
| ---- | ---- | ---- | ---- | ---- | ---- | ---- | ---- |

| August | August | August | August | August | August | August | August |
| Kw     | Mo     | Di     | Mi     | Do     | Fr     | Sa     | So     |
| 31     |        |        |        |        | 1      | 2      | 3      |
| 32     | 4      | 5      | 6      | 7      | 8      | 9      | 10     |
| 33     | 11     | 12     | 13     | 14     | 15     | 16     | 17     |
| 34     | 18     | 19     | 20     | 21     | 22     | 23     | 24     |
| 35     | 25     | 26     | 27     | 28     | 29     | 30     | 31     |
| ------ | ------ | ------ | ------ | ------ | ------ | ------ | ------ |

| September | September | September | September | September | September | September | September |
| Kw        | Mo        | Di        | Mi        | Do        | Fr        | Sa        | So        |
| 36        | 1         | 2         | 3         | 4         | 5         | 6         | 7         |
| 37        | 8         | 9         | 10        | 11        | 12        | 13        | 14        |
| 38        | 15        | 16        | 17        | 18        | 19        | 20        | 21        |
| 39        | 22        | 23        | 24        | 25        | 26        | 27        | 28        |
| 40        | 29        | 30        |           |           |           |           |           |
| --------- | --------- | --------- | --------- | --------- | --------- | --------- | --------- |

| Oktober | Oktober | Oktober | Oktober | Oktober | Oktober | Oktober | Oktober |
| Kw      | Mo      | Di      | Mi      | Do      | Fr      | Sa      | So      |
| 40      |         |         | 1       | 2       | 3       | 4       | 5       |
| 41      | 6       | 7       | 8       | 9       | 10      | 11      | 12      |
| 42      | 13      | 14      | 15      | 16      | 17      | 18      | 19      |
| 43      | 20      | 21      | 22      | 23      | 24      | 25      | 26      |
| 44      | 27      | 28      | 29      | 30      | 31      |         |         |
| ------- | ------- | ------- | ------- | ------- | ------- | ------- | ------- |

| November | November | November | November | November | November | November | November |
| Kw       | Mo       | Di       | Mi       | Do       | Fr       | Sa       | So       |
| 44       |          |          |          |          |          | 1        | 2        |
| 45       | 3        | 4        | 5        | 6        | 7        | 8        | 9        |
| 46       | 10       | 11       | 12       | 13       | 14       | 15       | 16       |
| 47       | 17       | 18       | 19       | 20       | 21       | 22       | 23       |
| 48       | 24       | 25       | 26       | 27       | 28       | 29       | 30       |
| -------- | -------- | -------- | -------- | -------- | -------- | -------- | -------- |

| Dezember | Dezember | Dezember | Dezember | Dezember | Dezember | Dezember | Dezember |
| Kw       | Mo       | Di       | Mi       | Do       | Fr       | Sa       | So       |
| 49       | 1        | 2        | 3        | 4        | 5        | 6        | 7        |
| 50       | 8        | 9        | 10       | 11       | 12       | 13       | 14       |
| 51       | 15       | 16       | 17       | 18       | 19       | 20       | 21       |
| 52       | 22       | 23       | 24       | 25       | 26       | 27       | 28       |
| 1        | 29       | 30       | 31       |          |          |          |          |
| -------- | -------- | -------- | -------- | -------- | -------- | -------- | -------- |

| Januar | Januar | Januar | Januar | Januar | Januar | Januar | Januar |
| Kw     | Mo     | Di     | Mi     | Do     | Fr     | Sa     | So     |
| 1      |        |        | 1      | 2      | 3      | 4      | 5      |
| 2      | 6      | 7      | 8      | 9      | 10     | 11     | 12     |
| 3      | 13     | 14     | 15     | 16     | 17     | 18     | 19     |
| 4      | 20     | 21     | 22     | 23     | 24     | 25     | 26     |
| 5      | 27     | 28     | 29     | 30     | 31     |        |        |
| ------ | ------ | ------ | ------ | ------ | ------ | ------ | ------ |

| Februar | Februar | Februar | Februar | Februar | Februar | Februar | Februar |
| Kw      | Mo      | Di      | Mi      | Do      | Fr      | Sa      | So      |
| 5       |         |         |         |         |         | 1       | 2       |
| 6       | 3       | 4       | 5       | 6       | 7       | 8       | 9       |
| 7       | 10      | 11      | 12      | 13      | 14      | 15      | 16      |
| 8       | 17      | 18      | 19      | 20      | 21      | 22      | 23      |
| 9       | 24      | 25      | 26      | 27      | 28      |         |         |
| ------- | ------- | ------- | ------- | ------- | ------- | ------- | ------- |

| März | März | März | März | März | März | März | März |
| Kw   | Mo   | Di   | Mi   | Do   | Fr   | Sa   | So   |
| 9    |      |      |      |      |      | 1    | 2    |
| 10   | 3    | 4    | 5    | 6    | 7    | 8    | 9    |
| 11   | 10   | 11   | 12   | 13   | 14   | 15   | 16   |
| 12   | 17   | 18   | 19   | 20   | 21   | 22   | 23   |
| 13   | 24   | 25   | 26   | 27   | 28   | 29   | 30   |
| 14   | 31   |      |      |      |      |      |      |
| ---- | ---- | ---- | ---- | ---- | ---- | ---- | ---- |

| April | April | April | April | April | April | April | April |
| Kw    | Mo    | Di    | Mi    | Do    | Fr    | Sa    | So    |
| 14    |       | 1     | 2     | 3     | 4     | 5     | 6     |
| 15    | 7     | 8     | 9     | 10    | 11    | 12    | 13    |
| 16    | 14    | 15    | 16    | 17    | 18    | 19    | 20    |
| 17    | 21    | 22    | 23    | 24    | 25    | 26    | 27    |
| 18    | 28    | 29    | 30    |       |       |       |       |
| ----- | ----- | ----- | ----- | ----- | ----- | ----- | ----- |

| Mai | Mai | Mai | Mai | Mai | Mai | Mai | Mai |
| Kw  | Mo  | Di  | Mi  | Do  | Fr  | Sa  | So  |
| 18  |     |     |     | 1   | 2   | 3   | 4   |
| 19  | 5   | 6   | 7   | 8   | 9   | 10  | 11  |
| 20  | 12  | 13  | 14  | 15  | 16  | 17  | 18  |
| 21  | 19  | 20  | 21  | 22  | 23  | 24  | 25  |
| 22  | 26  | 27  | 28  | 29  | 30  | 31  |     |
| --- | --- | --- | --- | --- | --- | --- | --- |

| Juni | Juni | Juni | Juni | Juni | Juni | Juni | Juni |
| Kw   | Mo   | Di   | Mi   | Do   | Fr   | Sa   | So   |
| 22   |      |      |      |      |      |      | 1    |
| 23   | 2    | 3    | 4    | 5    | 6    | 7    | 8    |
| 24   | 9    | 10   | 11   | 12   | 13   | 14   | 15   |
| 25   | 16   | 17   | 18   | 19   | 20   | 21   | 22   |
| 26   | 23   | 24   | 25   | 26   | 27   | 28   | 29   |
| 27   | 30   |      |      |      |      |      |      |
| ---- | ---- | ---- | ---- | ---- | ---- | ---- | ---- |

| Juli | Juli | Juli | Juli | Juli | Juli | Juli | Juli |
| Kw   | Mo   | Di   | Mi   | Do   | Fr   | Sa   | So   |
| 27   |      | 1    | 2    | 3    | 4    | 5    | 6    |
| 28   | 7    | 8    | 9    | 10   | 11   | 12   | 13   |
| 29   | 14   | 15   | 16   | 17   | 18   | 19   | 20   |
| 30   | 21   | 22   | 23   | 24   | 25   | 26   | 27   |
| 31   | 28   | 29   | 30   | 31   |      |      |      |
| ---- | ---- | ---- | ---- | ---- | ---- | ---- | ---- |

| August | August | August | August | August | August | August | August |
| Kw     | Mo     | Di     | Mi     | Do     | Fr     | Sa     | So     |
| 31     |        |        |        |        | 1      | 2      | 3      |
| 32     | 4      | 5      | 6      | 7      | 8      | 9      | 10     |
| 33     | 11     | 12     | 13     | 14     | 15     | 16     | 17     |
| 34     | 18     | 19     | 20     | 21     | 22     | 23     | 24     |
| 35     | 25     | 26     | 27     | 28     | 29     | 30     | 31     |
| ------ | ------ | ------ | ------ | ------ | ------ | ------ | ------ |

| September | September | September | September | September | September | September | September |
| Kw        | Mo        | Di        | Mi        | Do        | Fr        | Sa        | So        |
| 36        | 1         | 2         | 3         | 4         | 5         | 6         | 7         |
| 37        | 8         | 9         | 10        | 11        | 12        | 13        | 14        |
| 38        | 15        | 16        | 17        | 18        | 19        | 20        | 21        |
| 39        | 22        | 23        | 24        | 25        | 26        | 27        | 28        |
| 40        | 29        | 30        |           |           |           |           |           |
| --------- | --------- | --------- | --------- | --------- | --------- | --------- | --------- |

| Oktober | Oktober | Oktober | Oktober | Oktober | Oktober | Oktober | Oktober |
| Kw      | Mo      | Di      | Mi      | Do      | Fr      | Sa      | So      |
| 40      |         |         | 1       | 2       | 3       | 4       | 5       |
| 41      | 6       | 7       | 8       | 9       | 10      | 11      | 12      |
| 42      | 13      | 14      | 15      | 16      | 17      | 18      | 19      |
| 43      | 20      | 21      | 22      | 23      | 24      | 25      | 26      |
| 44      | 27      | 28      | 29      | 30      | 31      |         |         |
| ------- | ------- | ------- | ------- | ------- | ------- | ------- | ------- |

| November | November | November | November | November | November | November | November |
| Kw       | Mo       | Di       | Mi       | Do       | Fr       | Sa       | So       |
| 44       |          |          |          |          |          | 1        | 2        |
| 45       | 3        | 4        | 5        | 6        | 7        | 8        | 9        |
| 46       | 10       | 11       | 12       | 13       | 14       | 15       | 16       |
| 47       | 17       | 18       | 19       | 20       | 21       | 22       | 23       |
| 48       | 24       | 25       | 26       | 27       | 28       | 29       | 30       |
| -------- | -------- | -------- | -------- | -------- | -------- | -------- | -------- |

| Dezember | Dezember | Dezember | Dezember | Dezember | Dezember | Dezember | Dezember |
| Kw       | Mo       | Di       | Mi       | Do       | Fr       | Sa       | So       |
| 49       | 1        | 2        | 3        | 4        | 5        | 6        | 7        |
| 50       | 8        | 9        | 10       | 11       | 12       | 13       | 14       |
| 51       | 15       | 16       | 17       | 18       | 19       | 20       | 21       |
| 52       | 22       | 23       | 24       | 25       | 26       | 27       | 28       |
| 1        | 29       | 30       | 31       |          |          |          |          |
| -------- | -------- | -------- | -------- | -------- | -------- | -------- | -------- |

## Ereignisse

### Politik und Weltgeschehen

#### Spanische und Portugiesische Kolonialpolitik
- April: Christoph Kolumbus bricht von der im Dezember des Vorjahres gegründeten Siedlung La Isabela auf Hispaniola zu seiner zweiten Reise in die Karibik auf, bei der er unter anderem am 3. Mai die Insel Jamaika entdeckt, die er Santiago nennt. Bei seiner Rückkehr am 25. September nach La Isabela findet er chaotische Zustände vor. Er führt einen Feldzug gegen die wegen schlechter Behandlung in der Zwischenzeit zu Feinden gewordenen Taíno, von denen er rund 1.600 versklavt und nach Spanien schickt. Etwa die Hälfte von ihnen überlebt diese Reise nicht.

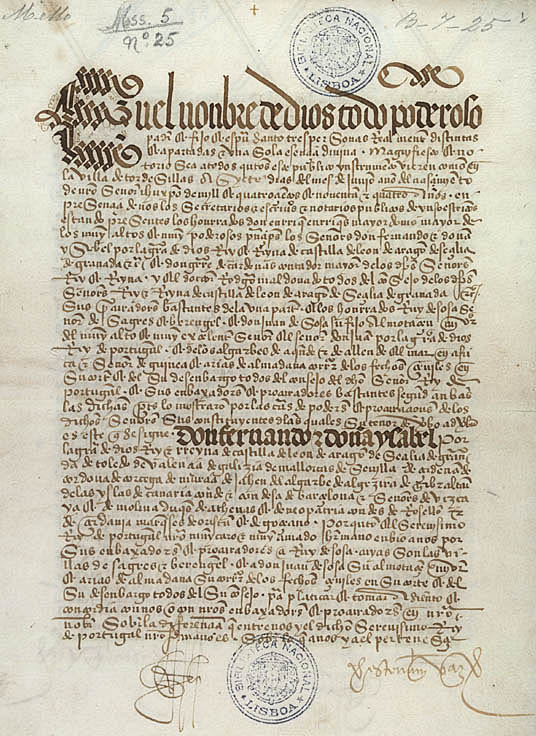
Erste Seite des Vertrags

- 7. Juni: Im Vertrag von Tordesillas teilen sich auf Betreiben von Papst Alexander VI. Spanien und Portugal die Welt neuerlich untereinander auf. Dabei gelingt es den Portugiesen in zähen Verhandlungen unter ihrem Verhandlungsführer Duarte Pacheco Pereira, die im Vorjahr mit der päpstlichen Bulle inter caetera im Vorjahr festgelegte Demarkationslinie auf 370 spanische Leguas westlich der Kapverdischen Inseln zu verschieben. Diese neue Grenzlinie erlaubt es ihnen später, die östlich dieser Linie gelegenen Gebiete Brasiliens zu kolonisieren.

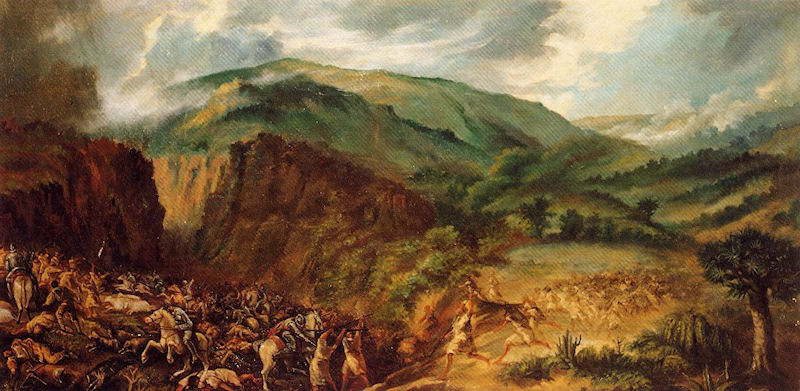
Die erste Schlacht von Acentejo

Beim Versuch, Teneriffa als letzte Insel der Kanaren zu erobern, erleiden die Spanier unter Alonso Fernández de Lugo eine schwere Niederlage gegen die Guanchen. Der Ort der Schlacht erhält daraufhin den Namen La Matanza de Acentejo (Das Gemetzel von Acentejo).

#### Italien

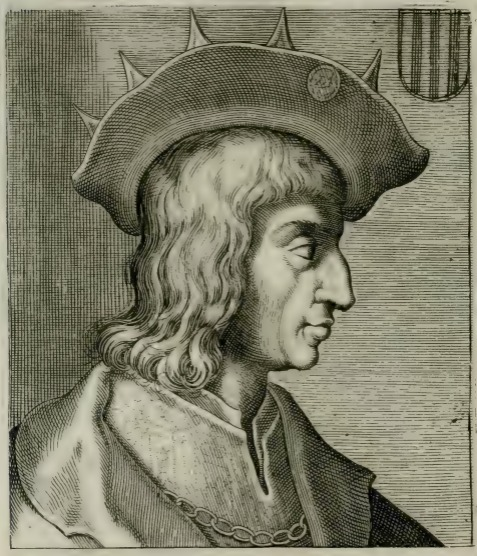
Alfons II. von Neapel

- 25. Januar: Mit dem Tod seines Vaters Ferdinand I. wird Alfons II., bisher Herzog von Kalabrien, König von Neapel. Er erhält das Reich als Lehen aus den Händen des Papstes.
- Der französische König Karl VIII. aus dem Haus Valois stellt jedoch ebenfalls Ansprüche auf den neapolitanischen Thron und bricht im August mit einem Heer nach Italien auf. Er beginnt damit die Italienischen Kriege der Neuzeit.
- 5. September: Truppen Karls VIII. erobern Rapallo und massakrieren die gesamte Bevölkerung, Männer, Frauen und Kinder, weil sich die Stadt Karls Feldzug nach Neapel in den Weg gestellt hat.
- 22. Oktober: Gian Galeazzo Sforza stirbt überraschend im Alter von 25 Jahren in Pavia. Sein Tod  wird von vielen seinem Onkel Ludovico Sforza zugeschrieben, der als 7. Herzog von Mailand weiterregiert, nachdem er schon während Gian Galeazzos gesamter Regierungszeit die Macht in Händen hatte.
- 8. November: Der Herrscher von Florenz, Piero de’ Medici wird mit seinen Brüdern Giovanni und Giuliano und seinem Cousin Giulio aus der Stadt vertrieben, der Medici-Palast geplündert. Der Bußprediger Girolamo Savonarola übernimmt die Macht in Florenz. Die Medici gehen nach Bologna.

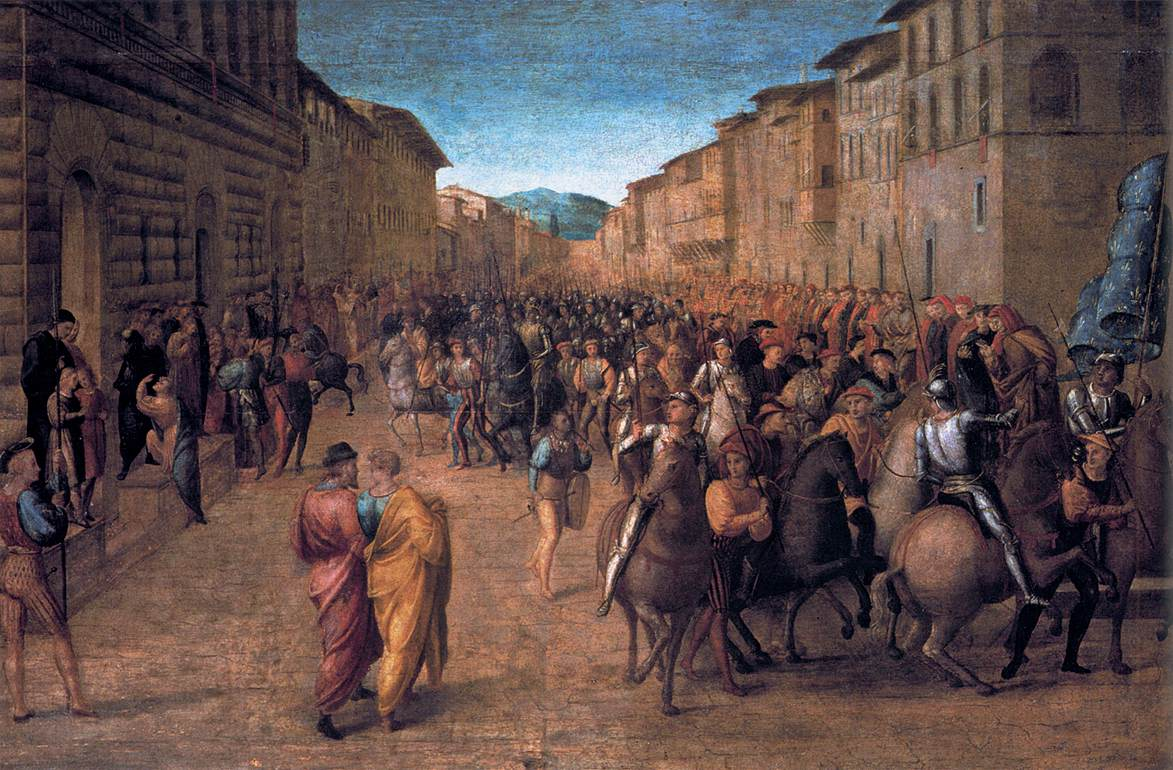
Einmarsch Karls VIII. in Florenz, Francesco Granacci, 1518

- 17. November: Die Stadt Florenz wird von einem französischen Heer mit König Karl VIII. an der Spitze eingenommen.
- 31. Dezember: Die Truppen des französischen Königs Karl VIII. dringen in Rom ein. Der Herrscher will Erbansprüche auf das Königreich Neapel durchsetzen.

#### Osteuropa
- 7. Februar: Nach dem für Moskau erfolgreichen Abschluss des ersten litauisch-russischen Krieges erkennt Großfürst Alexander die Eroberungen Iwans III. (Wjasma und restliches Oka-Gebiet) weitgehend an. Er verzichtet auf die früheren Rechte Litauens in Nowgorod und Twer.
- 7. Juli: Nach dem Tod von Johann Freitag von Loringhoven am 26. Mai wird Wolter von Plettenberg zum Landmeister in Livland des Deutschen Ordens gewählt.
- 6. November: Der Peterhof in Nowgorod, ein Kontor der Hanse, wird auf Anordnung von Zar Iwan III. geschlossen, die Kaufleute verhaftet. Die Gefangenen kommen erst nach dem Ende des Russisch-Schwedischen Kriegs im Jahr 1497 frei.

#### Weitere Ereignisse in Europa
- 15. März: Nach dem Tod seines Vaters Lambert wird Jean II. Herr von Monaco.
- 16. November: Nach dem Tod seiner Mutter Theda übernimmt Edzard I. mit seinem Bruder Uko alleine die Herrschaft in Ostfriesland.
- 1. Dezember: Um die Lordschaft Irland stärker an die englische Monarchie zu binden, wird in Irland Poynings’ Law erlassen. Damit wird das Parliament of Ireland dem englischen Parlament untergeordnet.

#### Afrika
- Während eines Feldzugs gegen einen rebellierenden Volksstamm wird Eskandar, negus negest von Äthiopien aus der Salomonischen Dynastie, auf Geheiß seines Heerführers Zesillus ermordet, weil sein zunehmend selbstbewusstes Auftreten vom bisher regierenden Triumvirat als Bedrohung wahrgenommen wird. Er wird am 8. Mai beigesetzt. Der Tod des Kaisers führt sofort zu einem Krieg um die Nachfolge zwischen den unterschiedlichen Machtgruppen des Reiches. Während der Bitwodded Amda Mikael seinen Kandidaten, Eskandars vierjährigen Sohn Endreyas, auf den Thron setzen will, favorisiert ein Teil der weltlichen Machthaber Eskandars Bruder Na’od. Dritter Thronkandidat ist Enqo Israel, ein weiterer Bruder Eskandars. Zisellus wird bei den Kämpfen von Anhängern des ermordeten Kaisers getötet. Amda Mikael kann schließlich seinen Kandidaten durchsetzen, der als Amda Seyon II. auf den Thron gesetzt wird. Als Regent für das Kind auf dem Thron übt Amde Mikael praktisch die uneingeschränkte Herrschaft über Äthiopien aus. Allerdings hält sich Endreyas nur sieben Monate auf dem Kaiserthron. Bereits am 26. Oktober stirbt der junge Kaiser plötzlich und unerwartet. Vermutlich mit Unterstützung der Provinzherrscher wird der zuvor beim Kampf um die Kaiserkrone unterlegene Na’od I. zum neuen Kaiser ausgerufen.

#### Urkundliche Ersterwähnungen
- Erste urkundliche Erwähnung von Dubí

### Wirtschaft
- Luca Pacioli erklärt in seiner Summa di arithmetica das Prinzip der „doppelten Buchführung“. Daraus werden später die „Bücher“ der Händler. Die „Buchung“ führt zum Begriff „Buchgeld“.
- Aldus Manutius gründet in Venedig die Druckerei Aldina. Er führt für seine Bücher das Oktavformat ein, während die Manuskripte und die Inkunabeln das (größere) Quart- oder Folioformat hatten. Die hölzernen Einlagen in den Buchdeckeln ersetzt er durch Pappe, sodass die Bücher leichter werden und einfacher zu handhaben sind.

### Wissenschaft und Technik

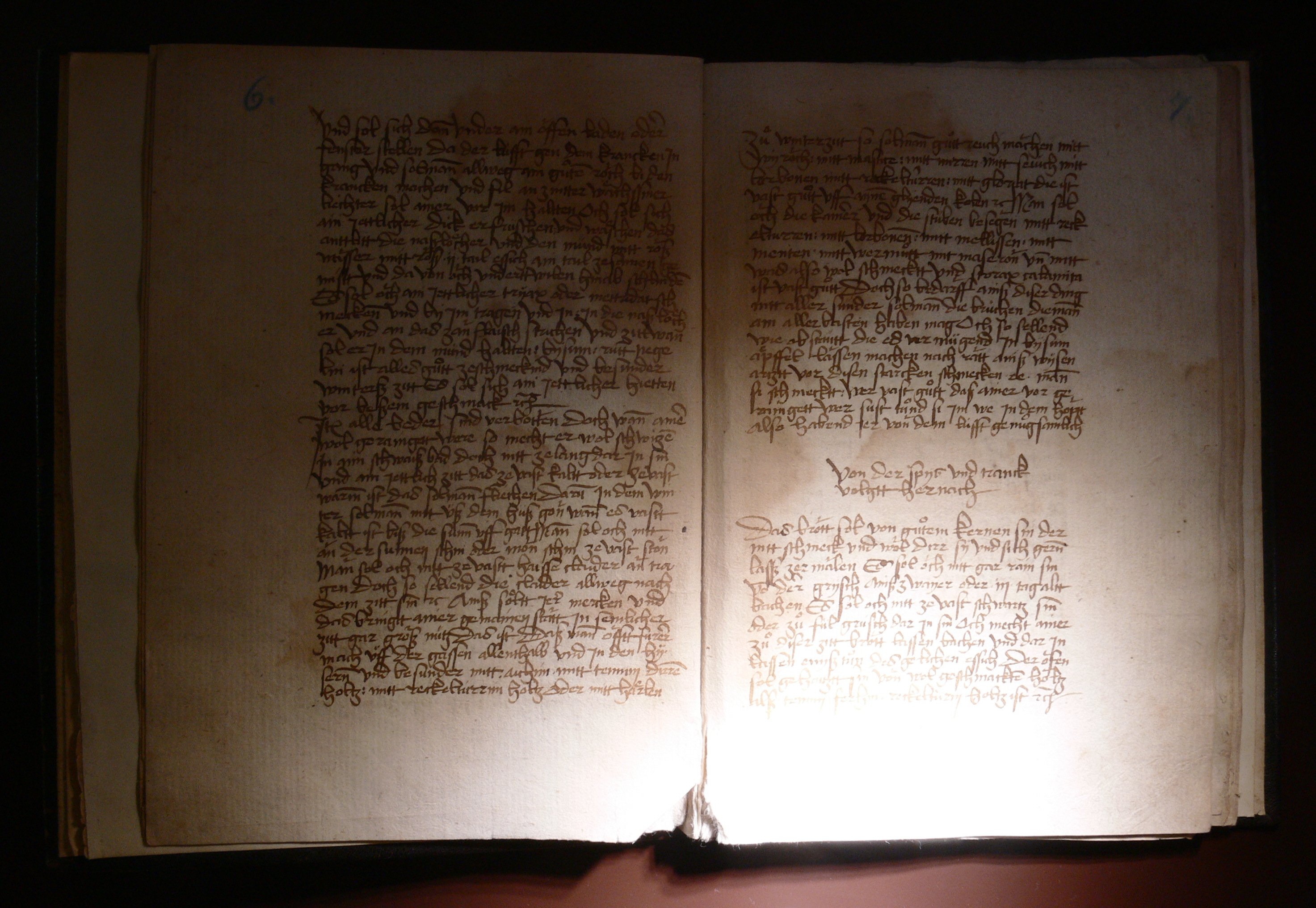
Amanns Pestbüchlein

- Jörg Amann, Stadtarzt in Ravensburg, verfasst ein Pestbüchlein. Amann beschreibt in dem Büchlein die Symptome der Pest, Vorbeugungsmaßnahmen und Therapiemöglichkeiten.

### Kultur

#### Bildende Kunst

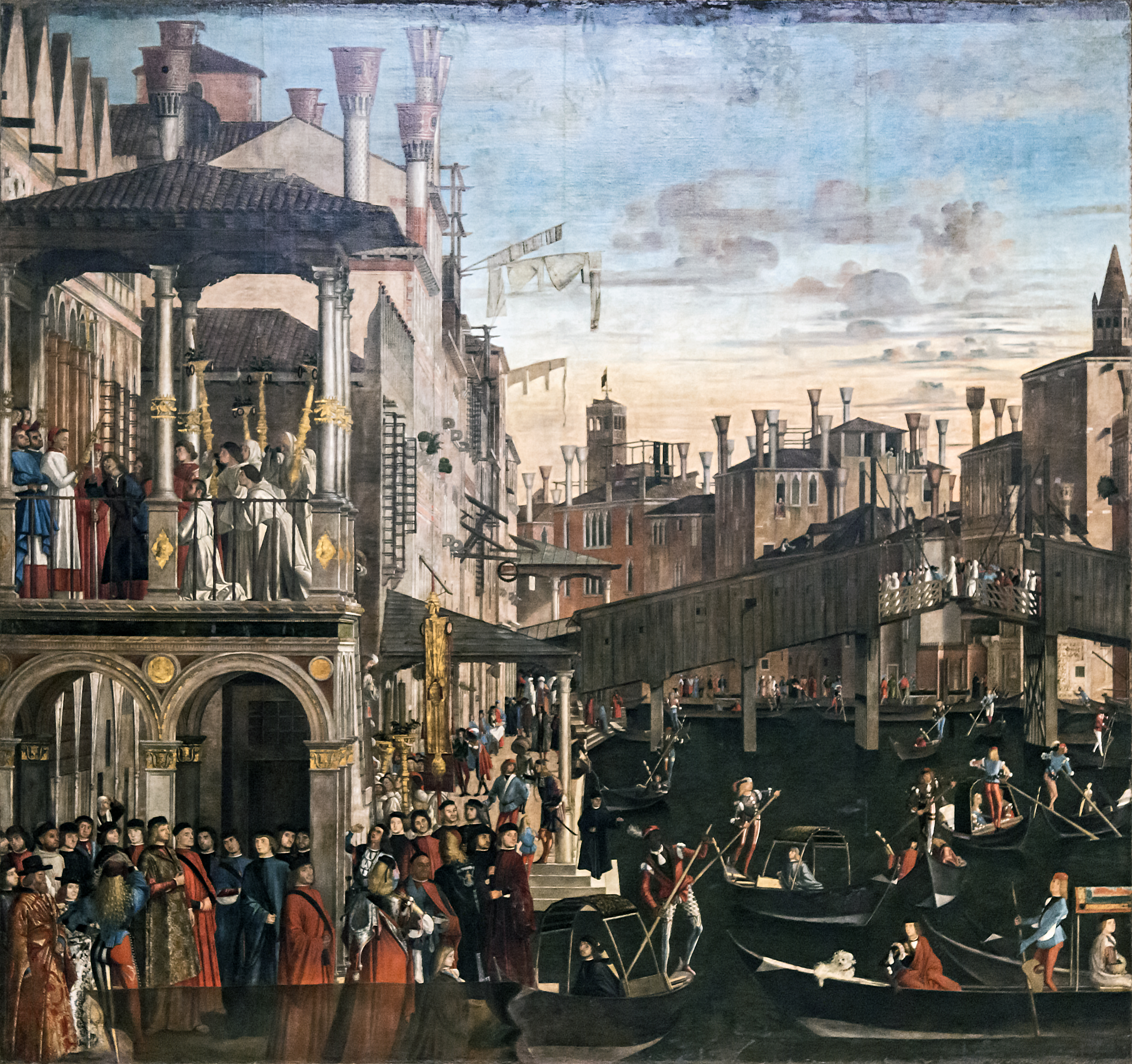
Vittore Carpaccio: Das Kreuzeswunder auf der Rialtobrücke 1494

- Michelangelo verlässt Florenz zum ersten Mal und geht nach Bologna. Er flieht aus Sicherheitsgründen, als sich abzeichnet, dass seine Förderer, die Medici, dem Volkszorn zum Opfer fallen.
- Meister Amund stattet die Kirche in Södra Råda mit Wandmalereien aus.
- 1494/1495: Sandro Botticelli fertigt in Tempera auf Holz das Gemälde Die Verleumdung des Apelles.

#### Literatur

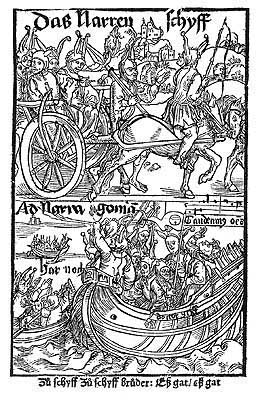
Titelseite von Sebastian Brants Narrenschyff

### Religion
- 14. April: Die Frauenkirche in München wird durch den Freisinger Fürstbischof Sixtus von Tannberg oder einen Vertreter geweiht.
- Sigmund II. von Hollenegg wird als Nachfolger des am 4. Oktober verstorbenen Friedrich V. von Schaunberg Erzbischof von Salzburg.

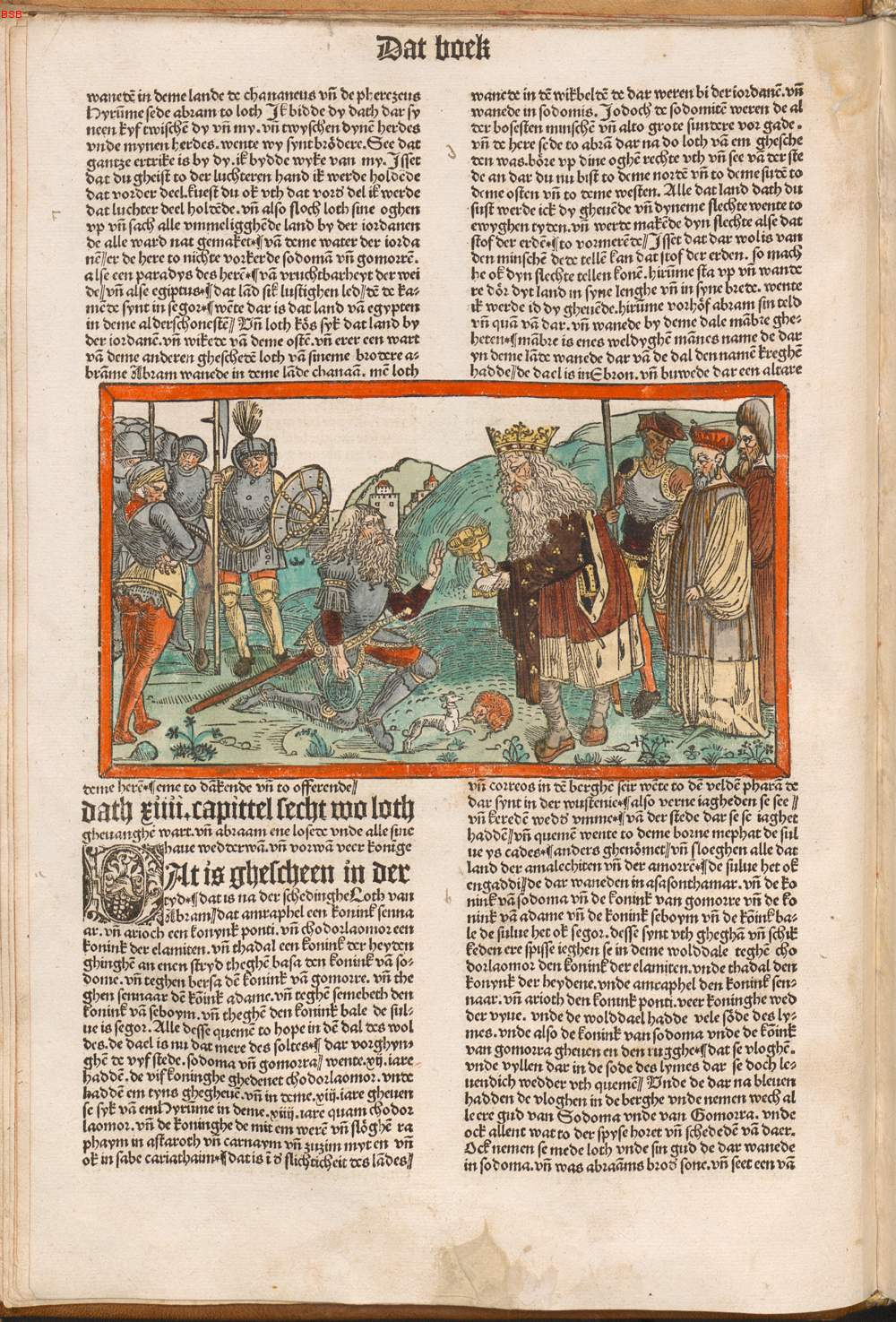
Seite der Lübecker Bibel

- 19. November: Der Druck der Lübecker Bibel wird abgeschlossen. Sie gilt als bedeutendste volkssprachliche Bibel unter den vorlutherischen deutschen Bibeln.
- Sechs Jahre nach dem Tod seines Vorgängers Sigismund von Lamberg wird Christophorus Rauber zweiter Bischof von Laibach.
- Gründung des Georgianums in Ingolstadt

## Geboren

### Geburtsdatum gesichert
- 02. Februar: Bona Sforza, italienische Prinzessin, Herzogin von Bari und Fürstin von Rossano sowie Königin von Polen und Großfürstin von Litauen († 1557)
- 11. Februar: Takeda Nobutora, Daimyō der japanischen Sengoku-Zeit († 1574)
- 24. März: Georgius Agricola, deutscher Arzt, Apotheker und Begründer der Bergbauwissenschaften († 1555)
- 25. März: Elisabeth von Brandenburg-Ansbach-Kulmbach, Markgräfin von Baden († 1518)
- 04. April: Ambrosius Moibanus, deutscher Humanist, evangelischer Theologe und Reformator († 1554)
- 20. April: Johannes Agricola, deutscher Reformator († 1566)
- 11. Mai: Adam I. von Neuhaus, Oberster Kanzler von Böhmen († 1531)
- 24. Mai: Jacopo da Pontormo, italienischer Maler des Manierismus († 1557)
- 01. August: Benedikt Burgauer, Schweizer Theologe und Reformator († 1576)
- 18. August: Johann Scheubel, deutscher Mathematiker († 1570)
- 11. September: Elisabeth von Braunschweig-Lüneburg, Herzogin von Geldern († 1572)

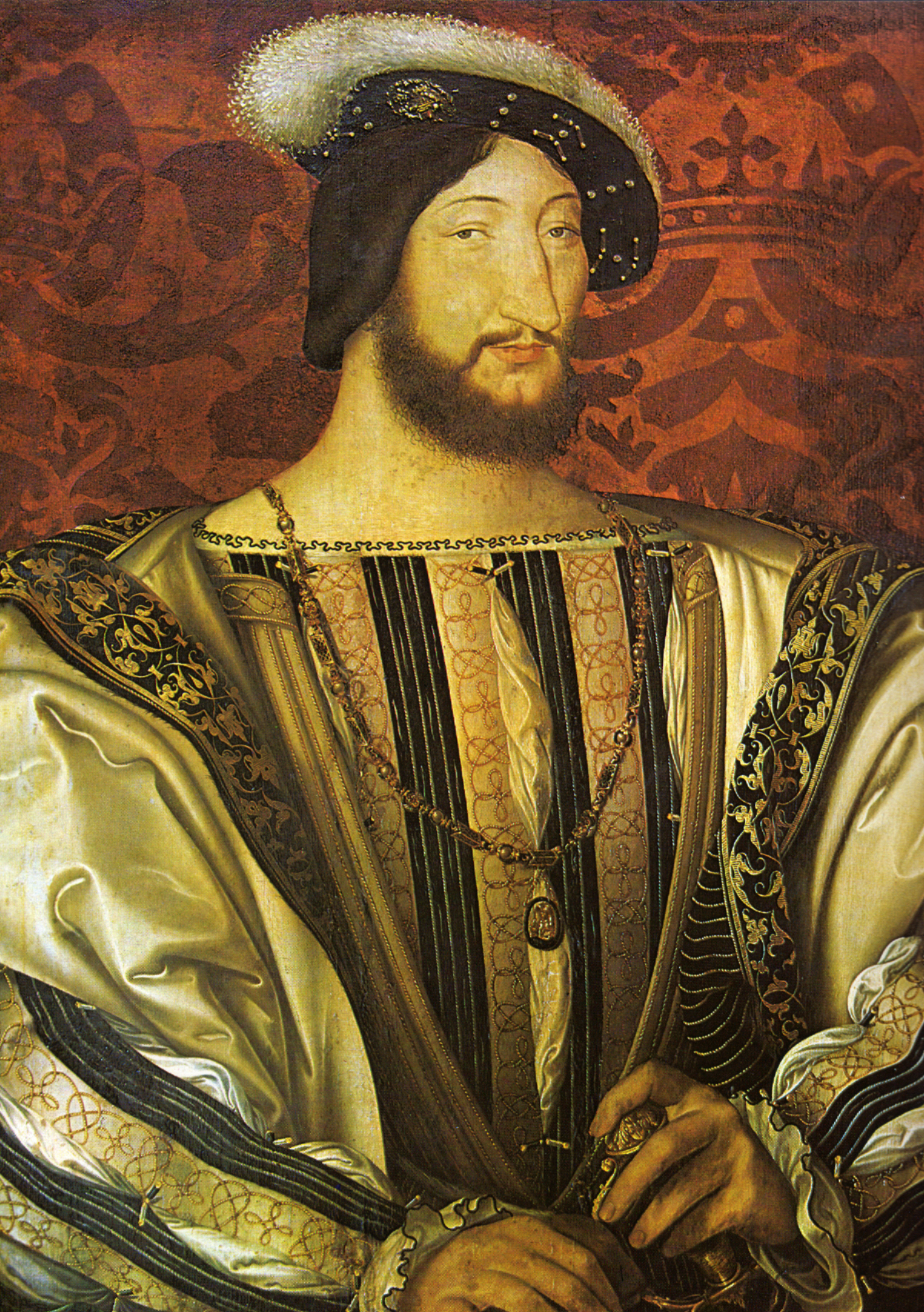
Jean Clouet: Franz I., Porträt aus dem Jahr 1527

- 12. September: Franz I., König von Frankreich († 1547)
- 16. September: Franciscus Maurolicus, italienischer Universalgelehrter († 1575)
- 31. Oktober: Wolfgang, Pfalzgraf von Neumarkt und Statthalter der Oberpfalz († 1558)
- 05. November: Hans Sachs, Nürnberger Schuhmacher, Spruchdichter, Meistersinger und Dramatiker († 1576)
- 20. Dezember: Santi Buglioni, italienischer Bildhauer († 1576)
- 25. Dezember: Antoinette de Bourbon, erste Herzogin von Guise († 1583)

### Genaues Geburtsdatum unbekannt
- Dominico de Soto, spanischer Theologe und Philosoph († 1560)
- Konrad von Boyneburg, deutscher Landsknechtanführer († 1567)
- Jean Parisot de la Valette, französischer Großmeister des Johanniterordens († 1568)

### Geboren um 1494
- David Beaton, schottischer Kardinal, Erzbischof von St. Andrews und Beichtvater Franz I. († 1546)
- Johann Draconites, deutscher Theologe, humanistischer Philosoph und Reformator († 1566)
- Robert Rochester, englischer katholischer Politiker († 1557)
- 1494, 1495 oder 1496: Süleyman I., Sultan des Osmanischen Reiches († 1566)

## Gestorben
- 11. Januar: Domenico Ghirlandaio, italienischer Maler (* 1449)
- 20. Januar: Seongjong, 9. König der Joseon-Dynastie in Korea (* 1457)
- 25. Januar: Ferdinand I., König von Neapel (* 1424)
- 13. Februar: Kilian von Bibra, Generalvikar des Bistums Würzburg (* um 1425)
- 15. März: Lambert Grimaldi, Herr von Monaco (* 1420)
- 19. März: Giorgio Merula, italienischer Humanist (* um 1430)
- vor dem 8. Mai: Eskandar, Kaiser von Äthiopien (* 1471)
- 26. Mai: Johann Freitag von Loringhoven, Ritter des Deutschen Ordens und Landmeister in Livland (* um 1420)
- 26. Juni: Ctibor Tobischau von Cimburg, Landeshauptmann von Mähren und Oberstkanzler von Böhmen (* um 1438)
- 01. August: Giovanni Santi, italienischer Maler, Vater Raffaels (* um 1435)
- 11. August: Hans Memling, deutscher Maler (* 1433)
- 29. September: Angelo Poliziano, italienischer Humanist und Dichter (* 1454)
- 04. Oktober: Friedrich V. von Schaunberg, Erzbischof von Salzburg

Gian Galeazzo Sforza

- 21. Oktober: Gian Galeazzo Sforza, Herzog von Mailand (* 1469)
- 26. Oktober: Amda Seyon II., Kaiser von Äthiopien (* um 1490)
- 08. November: Melozzo da Forlì, italienischer Maler (* um 1438)
- 16. November: Theda Ukena, Regentin der Reichsgrafschaft Ostfriesland (* 1432)
- 17. November: Giovanni Pico della Mirandola, italienischer Humanist (* 1463)
- 24. November: Pál Kinizsi, ungarischer General (* um 1431)
- 19. Dezember: Matteo Maria Boiardo, italienischer Dichter (* 1441)